# Luis Trenker
Alois Franz Trenker, általánosan használt nevén Luis Trenker, olasz nyelvű stáblistákon Luigi Trenker (St. Ulrich in Gröden, Tirol, Osztrák–Magyar Monarchia, 1892. október 4. – Bozen, Dél-Tirol, Olaszország, 1990. április 12.), dél-tiroli osztrák hegymászó, filmszínész, filmrendező, író. Legismertebb filmjei szűkebb hazájának lakóiról, közösségeiről szóló ún. „Heimatfilmek” , melyeket a Dolomitokban és a tiroli Alpokban forgatott. Hazafias filmjei sikert arattak Olaszországban, Ausztriában és a Weimari köztársaságban. Osztrák patrióta filmjeit az 1933. utáni nemzetiszocialista propaganda is felhasználta. Ausztria német megszállása után őt is sújtotta a Mussolini és Hitler közötti megállapodásban foglalt Dél-Tirol Opció, a választás kényszere az olaszosított szűkebb hazában maradás, vagy a németté lett Ausztriába költözés között. Németországi sikerei ellenére e döntést sokáig halogatta, emiatt Goebbels foglalkoztatási tilalom alá vetette, csak Olaszországban dolgozhatott. A háború után Olaszországban élt, novellákat írt. A hamisított Eva Braun-naplók kiadása miatt sajtóperben elmarasztalták. Később az osztrák és bajor televízió dokumentumműsoraiban a szülőhazáról szóló történetek mesélője lett. Haláláig vitatta a nácikkal való együttműködés erkölcsi vádját. Ellentmondásos személyiségének megítélése meg-megújuló sajtóbírálatok tárgya.

## Élete

### Származása, ifjúsága
Alois „Luis“ Trenker Tirol déli részén, a Grödeni-völgyben, Sankt Ulrich községben, ladin nyelvterületen született. Szülőhelye a mai olaszországi Dél-Tirol területére esik.) Apja, Jakob Trenker Tirol északi részéről – a mai ausztriai Észak-Tirolból – való faszobrász–fafaragó és festő iparos-művészember, anyja, született Karolina Demetz helybéli ladin nő volt. Gyermekük kétnyelvű közegben nőtt fel: apjával a német nyelv tiroli dialektusában, anyjával és a többi falubéli gyerekkel leginkább ladin nyelven beszélt. 
A helyi népiskola után a közeli Bozenben kijárta a polgári fiúiskolát, ezt követően rövid ideig műszaki ipari tanuló volt a St. Ulrich-i villanytelepen, melyet anyai nagyapja, Ferdinand Demetz vezetett. 1903–1905 között a bozeni Építőmesteri és Kézművesipari Szakiskolába, majd majd az innsbrucki cs. és kir. állami főreáliskolába járt 1912-ig, itt megtanulta az olaszt, mint idegen nyelvet. Belépett a „Cimbria” katolikus középiskolás szövetségbe. A szünidőkben hegyi vezetőként és síoktatóként keresett pénzt. Érettségi után a Bécsi Műszaki Egyetemen építészetet tanult.
1914-től kezdve részt vett az első világháborúban, a Császári és Királyi Hadsereg tiszthelyetteseként. Először a keleti fronton,  Galíciában és Orosz-Lengyelországban a nehéztüzérség kötelékében harcolt az oroszok ellen. Olaszország hadba lépésekor (1915. május 23.) átvezényelték Tirolba, az olaszok ellen vívott magashegyi háborúba. Tüzér zászlósi rangban Levico Terme fölött, a Fort Verle-erődben szolgált. 1916-ban, sebesülését követően átvezényelték szülőföldjére, a Dolomitokba, egy ott működő hegyi vezetői századba (k.u.k. Bergführerkompanie). A háború végére főhadnagyi rangot ért el.

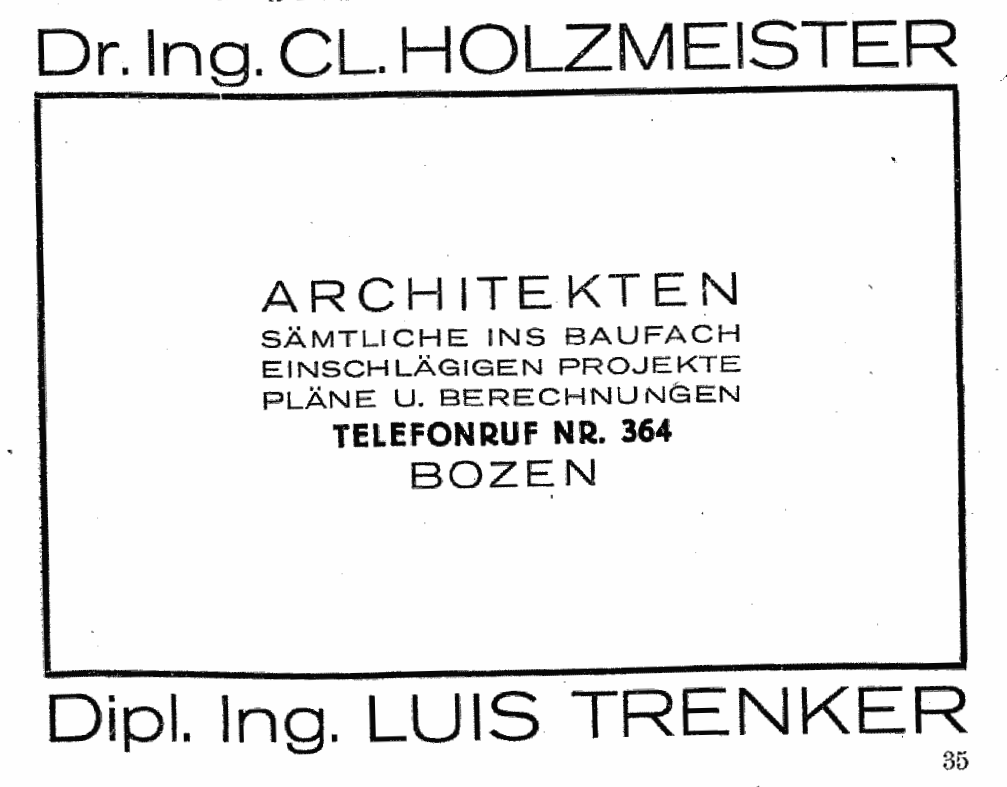
Clemens Holzmeister és Luis Trenker közös építészirodájának hirdetése a bozeni telefonkönyvben (1925)

A háború után Tirol déli részét (Dél-Tirolt és Trentinót) az Olasz Királysághoz csatolták. Leszerelése után Trenker olasz állampolgár lett. Először Bozenben kereskedőként próbált megélni, kevés sikerrel. Igyekezett folytatni a háború miatt megszakított építészeti tanulmányait, oklevelét végül 1924-ben a Grazi Műszaki Egyetemen szerezte meg. Ezután Bozenben dolgozott Clemens Holzmeister építész társaként. 1924-ben Trenker a (csupa dél-tiroliból álló) olasz nemzeti bobcsapat tagjaként részt vett a téli olimpiai játékokon Chamonix-ban, de csapata csak a hatodik helyen végzett.

### Első filmes szerepei
A filmezéssel először 1921-ben került kapcsolatba. Arnold Fanck rendező A sors hegyfokán című romantikus filmdrámájának forgatásához felfogadta Trenkert hegyivezetőnek. Amikor a rendező látta, hogy a kiválasztott főszereplő nem tud hegyet mászni, átadta a főszerepet Trenkernek. A film sikere nyomán Trenker sorra kapta az újabb filmes munkákat. Először színészi, később, 1930-tól már rendezői megbízásokat is kapott. Sok filmjének ő maga írta a forgatókönyvét, ő rendezte és ő játszotta a főszerepet is, egyszemélyben. 
Leni Riefenstahl 1925 tavaszán látta A sors hegyfokán című Fanck-némafilmet egy berlini moziban. Az élmény hatása alatt döntötte el, hogy színésznő lesz. Dolomitok-beli szállodájában felkereste Luis Trenkert, aki beajánlotta a lányt a rendezőnek. Arnold Fanckot elbűvölte Riefenstahl tehetsége, és következő filmjében, az 1926-os A szent hegy-ben (Der heilige Berg) főszerepet adott neki: táncosnőt játszott, akiért a két férfi főhős (Trenker és Ernst Petersen) vetélkedik. Közben Trenker a való életben is rövid, de szenvedélyes viszonyba keveredett Riefenstahllal.
1927-ben a fasiszta kormányzat új törvényt fogadott el, amely csak a belföldi (olaszországi) diplomákat ismerte el felsőfokú végzettségnek, ezzel kiszorította a munkaerőpiacról a külföldi (elsősorban ausztriai) iskolák végzettjeit. Trenker is egyre nehezebben tudott építészként munkát találni, hamarosan fel is adta építész irodáját, és csak a filmművészi foglalkozást űzte. 1927-ben Berlinbe költözött, itt élt és dolgozott 1940-ig.

### Házassága (1928)

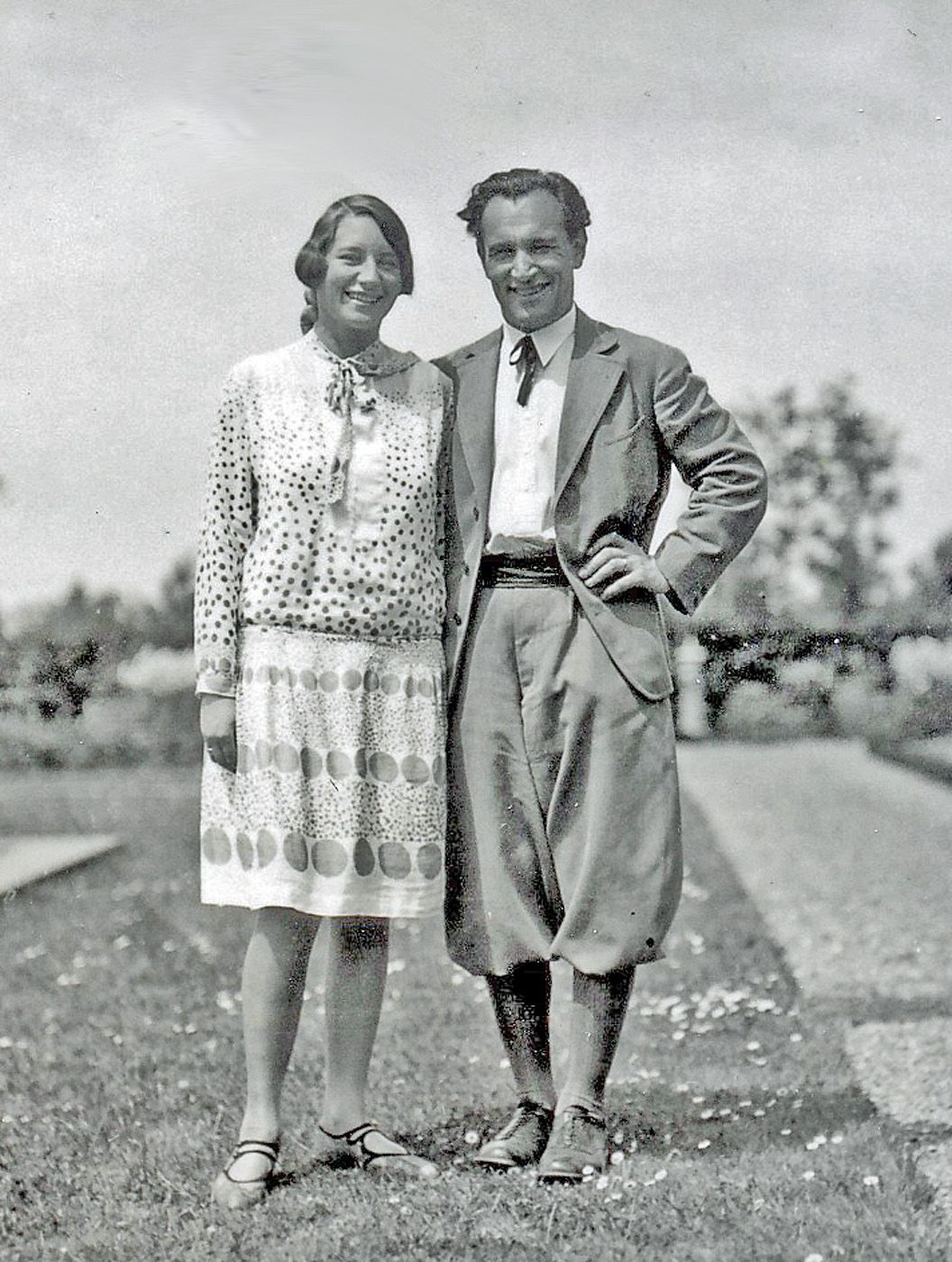
Luis Trenker és Hilda von Bleichert Lipcsében, házasságkötésük évében (1928)

1928-ban Trenker házasságot kötött Hilda von Bleicherttel (1903–1988), Paul von Bleichert (1877–1938) lipcsei iparvállalkozó és műgyűjtő leányát. A következő években négy gyermekük született Florian Trenker (aki később filmoperatőr lett), továbbá Ferdinand, Barbara és Josef Trenker. Gyermekei később több unokával és dédunokával ajándékozták meg.

### Első filmrendezései
Filmrendezőként 1930-ban debütált a A fehér hegyek fia c. filmmel, amelyben maga vitte a főszerepet is. A társrendező Mario Bonnard volt. Találkozott Carl Laemmle német származású amerikai producerrel, a Universal Studios alapítójával, aki hozzásegítette Trenkert, hogy Hollywoodban dolgozhasson. 
A következő években Trenker leforgatta első két hangosfilmjeinek angol nyelvű változatát, Hollywoodban. E filmjeinek cselekménye részben vagy egészben az Egyesült Államokban játszódik, szereplői Európából kivándorolt, de Amerikában kudarcot valló és lecsúszó európai bevándorlók. Az idegen városok és természeti környezet képeit Trenker minőségi vizuális látvánnyá fejlesztette. Az Alpokban felnőtt „hegyi ember” látásmódját rávetítette a felhőkarcolók világára, a közéjük zárt keskeny utcákat a mély és sötét hegyi szakadékokkal rokonította. A Havasok fia (vagy Elveszett fiú (1934) című filmjében Trenker New York tornyos látképét áttűnésekkel kapcsolja a havasok világához. Rejtett kamerás képekkel, neorealista stílusban mutatta be a nagy gazdasági világválság hatásait, áldozatait, a toronyházak sivár világában tévelygő, elveszett utazókra emlékeztetve. Másik, Amerikában készült filmjében, a Kalifornia császárában (1936) a nyugat-amerikai sivatagokat, mint az ember számára veszedelmeket rejtő távoli, idegen tájakat ábrázolja.

### Írói munkássága

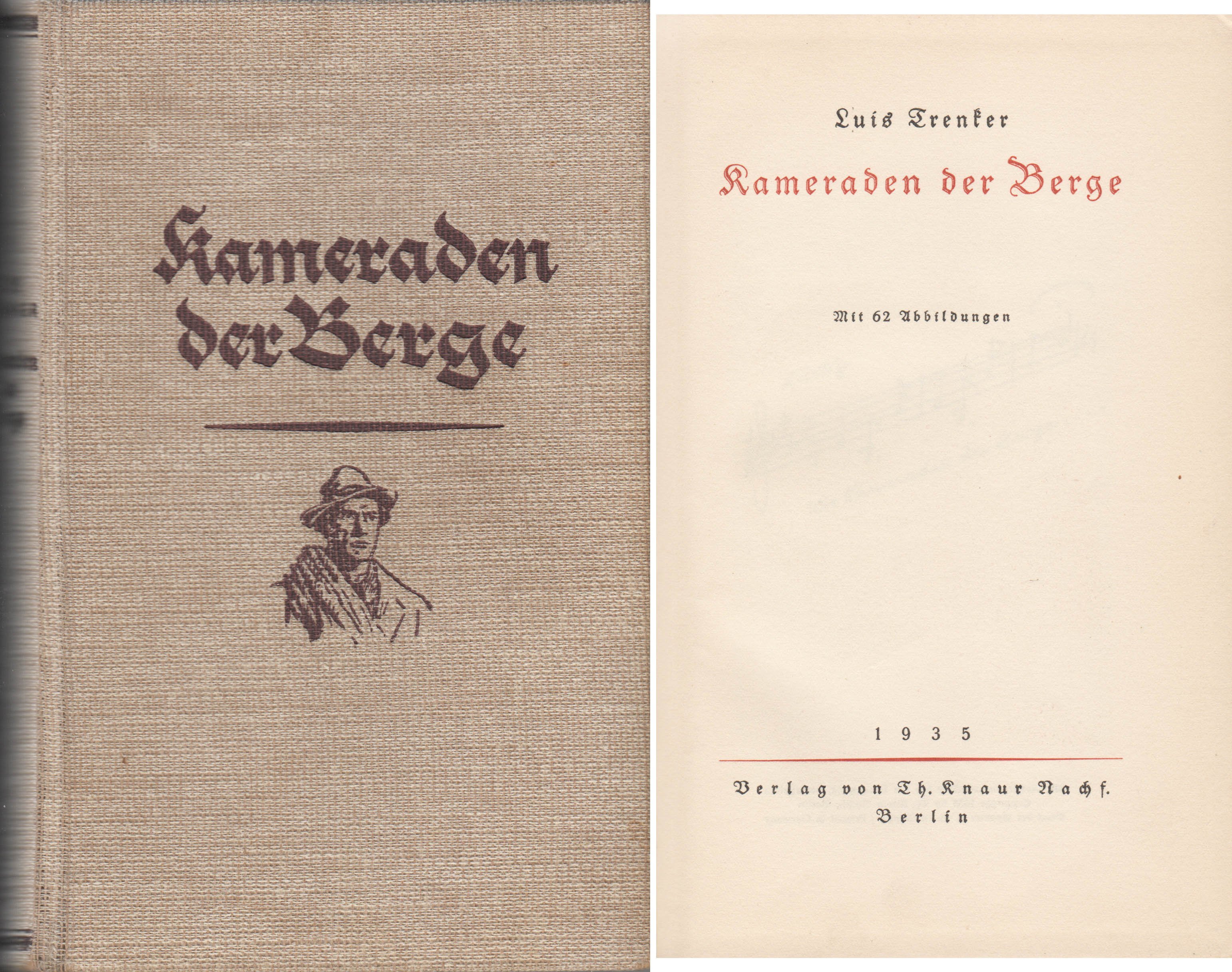
Luis Trenker: Kameraden der Berge c. könyve(1935)

A filmkészítés mellett Trenker regényeket, élménybeszámolókat és újságcikkeket is írt. 
Első közzétett írása (Theodor Wolff ösztönzésére) egy színes beszámoló volt a Berliner Tageblatt napilap számára a Matterhorn vértanúi című filmjének forgatásáról. A cikk nagy tetszést aratott az olvasók körében. Trenker 1931-ban közreadta Berge in Flammen című regényét, alcíme szerint „Dél-Tirol sorsdöntő napjairól”, amely 1931-es sikerfilmjének, a Császárvadásznak alapját képezte. A regény elnyerte Bécs város irodalmi díját, mint az év legjobb könyve. (Magyarul 1934-ben A hegyek hőse címmel a Pantheon kiadó jelentette meg).
Trenker írásműveiben „szellemírók” (korabeli kifejezéssel „négerek”) is közreműködtek. dolgozott. Bedolgozott neki a müncheni Walter Schmidkunz, Trenker régi hegymászó kollégája, alpesi történetek és leírások szerzője, aki 1928-ban megkapta München város költő-díját. 1935 után a nyíltan nemzetiszocialista világnézetű, salzburgi Karl Springenschmiddel dolgozott együtt. Trenker világháborús visszaemlékezésének bizonyos részét, így pl. a magashegyi erődharcokról szóló Sperrfort Rocca Alta. Der Heldenkampf eines Panzerwerkes című 1937-es regényt Trenker jóbarátja és katonatársa, Fritz Weber újságíró írta. Ezek a művek Trenker neve alatt jelentek meg, az NSDAP központi kiadóvállalatánál, az 1920-ban alapított Franz-Eher-Verlag-nál. Később, a második világháború után, az 1950-es években megjelent újabb kiadásokat Trenker egymaga átdolgozta, a politikailag kényes szakaszokat átírta vagy kihúzta.
A mások műveiből való átvételei miatt Trenkernek többször is bíróság elé kellett állnia. Munkatársa és támogatója, Arnold Fanck rendező már az 1920-as évek végén keresetet nyújtott be Trenker ellen amiatt, hogy egyik forgatókönyvét Trenker engedély nélkül felhasználta. A panaszt elutasították, mert Fanck két beosztottja az alperes javára tett vallomást, ők ezután Trenkernél kaptak állást. 
1937-ben Trenkert ismét beperelték amiatt, hogy 1937-es Condottieri című olasz–német történelmi filmjében plagizálta Michael Paul Moser karintiai katolikus pap regényét. A bíróság elmarasztalta Trenkert, a büntetett előélethez fűződő hátrányok alól csak 1940. július 19-én mentesült, Hitler kancellártól kapott kegyelem keretében. 
A háború után, 1954-ben Fritz Weber nyújtott be bírósági keresetet annak megállapítására, hogy több, Trenker neve alatt megjelent műnek ő a valódi szerzője. A jogvita a felek peren kívüli egyezségével zárult.

### Filmes munkája Olaszországban és Németországban

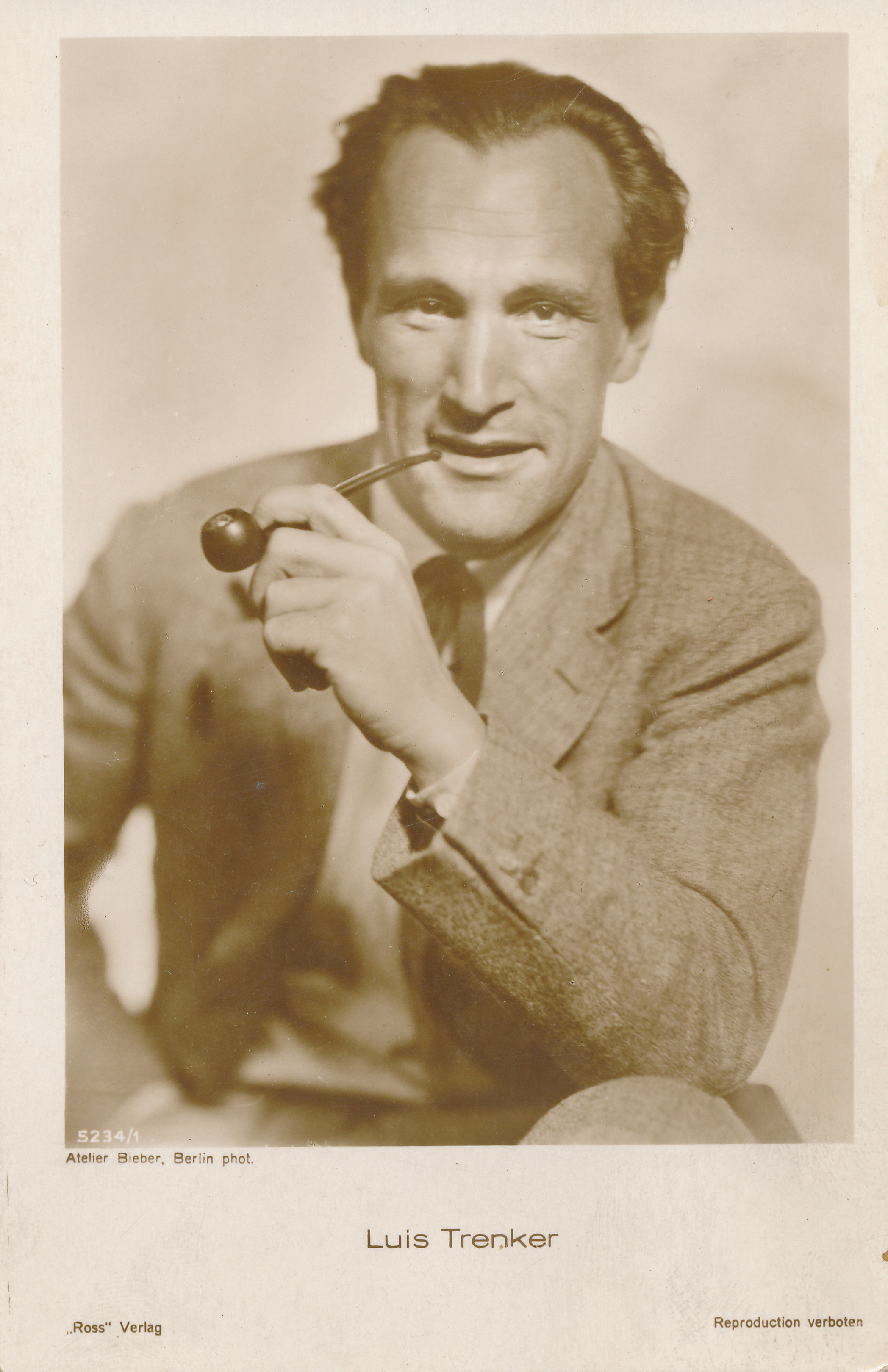
1930-ban

1932-ben Trenker (Curtis Bernhardttal és és Edwin H. Knopffal együtt) elkészítette Szeverin kapitány (Der Rebell) című történelmi filmjét, melynek cselekményét 1809-ba helyezte, a napóleoni háborúk idejére, a franciák által megszállt Tirolba. A főszereplőt, Severin Anderlan tiroli alpesi gazdát maga Trenker alakította, a karaktert Andreas Hofer tiroli szabadságharcosról mintázta. A versailles-i békeszerződés következményeitől szenvedő Németországban a film az idegen megszállók elleni fegyveres függetlenségi harc apoteózisává vált.
Filmjeinek készítésekor Trenker gyakran idealizálta a „Heimat”-ot, a szűkebb hazát, a hegyvidékhez kötődő falusi, népi életmódot. A városi élethez olykor a dekadenciát társította. Az olasz fasizmus és a német nemzetiszocializmus kultúrpolitikája emiatt több művét eszközként használta a rendszer propagandájában. Maga Adolf Hitler hosszú időn át Trenker lelkes csodálói közé tartozott. 1933. január 19-én, néhány héttel a náci hatalomátvétel előtt Hitler és Goebbels megnézték a Szeverin kapitányt. Goebbels dicsérő szavakat írt naplójába, a tiroli nemzeti felemelkedést bemutató, látványos tömegjeleneteket felvonultató filmről, mely magát a Führert is feltüzelte.
Olaszországban gyártott filmjeiben Trenker óvatosan követte Benito Mussolini ideológiai elvárásait. Emiatt művészetét már ellenzéki érzelmű kortársai is bírálták. 1937-ben Trenker olasz–német koprodukcióban elkészítette Condottieri című nagyszabású történelmi filmjét, melynek cselekményét a 15–16. századi itáliai háborúk idejébe helyezte. Cesare Borgiát Mario Ferrari, Caterina Sforzát Ethel Maggi, Giovanni dalle Bande Nere zsoldosvezért maga Trenker játszotta. Paul Kohner filmproducer, Trenker régi ismerőse és szaktársa, aki az 1920-as évek elején emigrált Ausztriából az Egyesült Államokba, már 1937-ben azt nyilatkozta, hogy a Condottieri valójában fasiszta film. A felvetésre Trenker is azonnal nyilvánosan válaszolt Kohnernek: „Miért csodálkozik? Megbízást kaptam a film elkészítésére, és az olasz kormány finanszírozta a munka nagyrészét. Mitől lett volna más a film?” A film tömegjeleneteihez Goebbels propagandaminiszter 60 főt rendelt ki Hitler személyes testőrségéből, az 1. SS páncélos hadosztályból (Leibstandarte SS Adolf Hitler). A Condottierit Trenker (több más, Olaszországban felvett filmjéhez hasonlóan) két változatban vette fel, a német és olasz nyelvű film néhány szereplője és jelenete eltért egymástól. Az olasz kultúrairányítás ez ellen nem emelt kifogást. Hangsúlyos nacionalista üzenete miatt a mai filmtörténet a Condottierit „propagandisztikus jellegűnek” és az „olasz fasiszta filmgyártásra jellemző műnek” tekinti. A film németországi bemutatója előtt Trenkernek súlyos konfliktusa támadt Goebbelsszel, aki kifogásolta, hogy a Hitler testőrségéből kirendelt német SS-katonák, akik Medici-zsoldosokat játszottak, az egyik jelenetben térdre ereszkednek a Borgia pápa előtt. Goebbels követelte, hogy Trenker vágja ki a filmből a jelenetet, melyet személyes provokációnak érzett. Trenker ezt megtagadta, emiatt kegyvesztetté vált Goebbelsnél, aki megvonta kedvezményeit és igyekezett őt sarokba szorítani. Trenker a Német Művészet Napjára Münchenbe utazott, ahol régi szeretőjét, Leni Riefenstahlt kérte fel, hogy emeljen szót érdekében Hitlernél. Ennek hatására Goebbelshez fűződő feszült viszonya valamelyest megenyhült. A film német változatában a pápa előtt a zsoldosok állva maradtak, csak az olasz változatban térdeltek le. Trenker egy nagy filmgyár építését is tervezte Bozenben, ehhez azonban már nem sikerült támogatást szereznie.

### Kapcsolata a nemzetiszocialista vezetéssel (1933–1940)
Trenker, aki 1927 óta Berlinben élt, 1933 szeptemberében belépett a német filmgyártókat kötelezően összefogó Birodalmi Filmszakmai Korporációba (Reichsfachschaft Film), mely a központosított nemzetiszocialista kultúrairányítás eszköze volt. Együttműködésének mélységéről megoszlanak a vélemények. 1933 áprilisában a Kinematograph filmes újság azt írta, hogy Trenker, Carl Boese, Victor Janson és Fritz Lang filmrendezőkkel együtt megalakította a Nemzetiszocialista Üzemi Tanácsrendszer (NSBO) filmrendezői részlegét. (A Nemzetiszocialista Üzemi Tanácsrendszert a szakszervezetek helyettesítésére hozták létre). Ezt azonban semmilyen további dokumentum nem igazolja. Fritz Lang 1962-ben úgy nyilatkozott, hogy egyikük sem viselt vezető tisztséget az NSDAP-hez köthető egyetlen szervezetben sem.
A náci kultúrpolitika Trenkert is nyomás alá helyezte, hogy együttműködésre szorítsa. A színész-rendező próbált küzdeni az alárendeltség ellen. A náci pártbizottságokhoz sűrűn érkeztek panaszok Trenker ellen, de ezek sokáig következmény nélkül maradtak, mert a náci felső vezetés hasznosnak értékelte Trenker személyét és művészi munkáját. 
Az első feljelentést Trenker ellen 1934 februárjában az NSDAP birodalmi propagandaosztályának (Reichspropagandaleitung der NSDAP) egyik tisztviselője tette, aki egy vendéglőben kihallgatta Trenker méltatlankodását a szigorú német törvényekről és arról, hogy „ezeknek” nem akar több filmet csinálni. Egy hónappal később, 1934 márciusában Fred Lyssa, az UFA filmrendezője részletes feljelentést írt arról, hogy Trenker még New Yorkban szégyenletesnek minősítette a németországi könyvégetést és a zsidók kitelepítését. 1934 folyamán birodalmi filmfelügyelethez panasz érkezett, hogy Trenker eltékozolja a dél-tiroli forgatásokhoz kapott német tőkét, és forgatásain túl sok külföldit foglalkoztat. 1938-ban írásbeli figyelmeztetést kapott a birodalmi színészkamarától, mert Bécsben zsidó színészeket alkalmazott.

### Az „opció” ügye
A bírálatok ellenére a nemzetiszocialista vezetés sokáig kedvezett Trenkernek. Helyzete attól kezdett megrendülni, hogy sokáig nem tudott vagy nem akart határozott döntést hozni a fasiszta Olaszország és a nemzetiszocialista Harmadik Birodalom állampolgársága között. A Goebbels-féle kultúrairányítás sürgette a dél-tiroli születésű, osztrák etnikumú, de 1919 óta olasz állampolgárságú Trenkert, hogy hozza meg döntését a Német Birodalomhoz csatolt Ausztriába történő áttelepülés (az ún. „Opció”) kérdésében. (Az Anschluss után, 1939-ben Mussolini és Hitler megállapodtak, hogy Dél-Tirol Olaszország része marad, de a dél-tiroli németajkú lakosság számára lehetővé teszik az önkéntes átköltözést a (Németországhoz csatolt) Ausztriába. Trenker nem akart elszakadni szülőhazájától, és sokáig halogatta a döntést. Lavírozását a nácipárt funkcionáriusai többször számonkérték, és fenyegető megjegyzésekkel kísérték.
Az „opció” halogatása miatt Trenker 1940 elejére kegyvesztetté vált a nemzetiszocialista kultúra irányítói előtt. Goebbels 1940. március 5-ei naplóbejegyzése szerint: „A Führer elé viszem Trenker ügyét. Ez a dél-tiroli disznó nem a mi javunkra döntött. Legyünk vele barátságosak, hitegessük, de intézzük el végleg.”
1940 márciusában Goebbels kilátásba helyezte, hogy olasz állampolgárként Trenker nem forgathat filmet német állami támogatással. Röviddel ezután Goebbels közvetlen utasítására Trenker minden filmes munkáját lemondták vagy befagyasztották. Himmler elrendelte, hogy az SD vizsgálja ki Trenker összegyűjtött, korábbi „németellenes” megnyilvánulásait.
1940 végén Trenker – ellentétben a háború után tett nyilatkozataival – az „opciót” választotta, kérvényezte a Német Birodalomba való átköltözést. Engedélyt szerzett, hogy szülei továbbra is dél-tiroli otthonukban maradhassanak. Ezután Trenker már teljesen rá volt utalva a náci vezetőik kegyére. Viselkedését későbbi bírálói „szolgalelkűnek” bélyegezték. Személyesen járult Goebbels elé, hogy mentegesse magát hosszú habozásáért. Goebbels a naplójába csak ennyit írt: (Trenker) „összehordott hetet-havat saját németségéről”.
1940. július 22-én Trenker kérte felvételét az NSDAP tagjainak sorába, ahová október 1-jén felvették. Tagsági könyvének sorszáma 8.181.851.

### Kegyvesztése és visszatérése Olaszországba (1941)
Ez azonban már kevésnek bizonyult a náci vezetők kegyének visszanyeréséhez. Hitlernek, Goebbelsnek és Himmlernek benyújtott kérelmeit is elutasították. Az opciós döntés halogatását Trenker egy Hitlernek írt levelében próbálta megmagyarázni, ebben egyfelől hangsúlyozta szülőföldjéhez, Dél-Tirol hegyvilágához való erős kötődését, másfelől biztosította a Führert, hogy megbízhat személyében, mert a német néphez tartozónak érzi magát.
1941-ben az össznémet népesség erősítéséért felelős birodalmi biztosi hivatal (RKFDV) megküldte Himmlernek a kért jelentést, mely Trenker jogsértő tevékenységeit összegezte. Leírták Trenker kétkulacsos udvarlását az olasz államvezetés felé, a dél-tiroli osztrákok Németországba költözését (az „opciót”) helytelenítő kijelentéseit, és a bejelentéseket Trenker külföldön folytatott náciellenes tetteiről és nyilatkozatairól. Trenker személyi aktájára a Sicherheitsdienst hivatalosan rávezette a „németellenes” minősítést.
1941-ben a birodalmi filmfelügyelet Trenker újabb pályázatait utasította el. Egy filmtől azért tagadták meg a finanszírozást, mert a rendező ragaszkodott az Olasz Alpokban történő forgatáshoz. 1940 végén Trenker elhagyta Berlint és Rómába költözött. Itt 1942-ben jobb feltételekkel forgathatta le Pastor Angelicus című életrajzi dokumentumfilmjét, XII. Piusz pápa (Eugenio Pacelli) életéről. 
1942-ben a német Birodalmi Filmkamera külön engedélyével Trenker eljátszhatta a főszerepet a Trópusok hőse (Germanin) című német nemzetiszocialista propagandafilmben, melyet Goebbels sógora, Max W. Kimmich írt és rendezett. A filmet részben Olaszországban, részben Potsdam mellett, az UFA filmgyár babelsbergi stúdióban forgatták. Cselekménye a brit imperializmus gátlástalan gonoszságát hirdette, szemben az emberbarátinak ábrázolt német birodalmi gyarmatosítással. A forgatás befejezése után Trenkert a Német Birodalomban hivatalos foglalkoztatási tilalom alá vetették, erről egy Himmlernek címzett feljegyzés tanúskodik. A filmet 1945 után a brit–amerikai megszálló hatóságok betiltották, a főszereplő Trenkert pedig nácikkal együttműködő színművésznek minősítették.
Trenker 1943-ban Olaszországban kezdte el Monte Miracolo című, alpesi témájú filmjének forgatását, melyben rendezőként és színészként is közreműködött. A filmet azonban csak hat évvel később, 1945 végén, a háború utáni Ausztriában tudta befejezni. Ezután visszavonult Bozenbe (Bolzano), és folyamatosan próbált pénzt felhajtani új filmes terveihez.

### A második világháború után
1945 után után Trenker, mint olasz állampolgár, nem esett a németországi nácitlanítási rendelkezések hatálya alá, de egy ideig nem filmezhetett Olaszországban sem. Megpróbálkozott Grödenből származó faragott fafigurák hamisításával és eladásával. A fatárgyakat különféle manipulációkkal mesterségesen öregítette, pl. söréttel lőtte meg (hogy szuvasnak látszódjanak), felületüket gázégővel megperzselte vagy egy időre elásta a földbe, majd régiségként értékesítette.
1946-ban kísérletet tett arra, hogy Eva Braunnak tulajdonított, feltehetően hamis naplókat eladjon európai és amerikai kiadóknak. 
A naplók először 1948-ban jelentek meg könyv formában Franciaországban és Olaszországban. 1949-ben következett a könyv hollandiai és angliai megjelenése. Német nyelvű megjelenése előtt több újság előzetes részleteket közölt belőle, így a bécsi Wiener Zeitung és Welt am Abend, majd 1948 szeptemberében egy nürnbergi lap is. A könyv ellen Eva Braun családja a Müncheni Tartományi Bíróságon pert indított, árusítását ideiglenes felfüggesztő végzéssel leállították. A perben mellékvádlóként fellépett Leni Riefenstahl is, akit a naplók szerzője Hiler szeretőjének állított be. A naplókat hamisítványnak minősítették és árusításukat megtiltották. A hamisító személye a mai napig nem bizonyított, de a témában dolgozó kutatók általában Trenker szerzőségét valószínűsítik. Interjúiban maga Trenker azt mondta, ő maga nem hamisított, a birtokába jutott naplójegyzeteket a sajtó hozta nyilvánosságra, az ő kívánsága ellenére.
A Luis-Trenker-Film GmbH, amelyet Trenker még 1937-ben alapított Berlinben, 1949-ben Münchenben folytathatta működését. A müncheni Olympia-Film GmbH-vel együttműködve a hegyvilágról, a hegyekben élő emberekről készített ismertető és portréfilmeket. Maga Trenker Bolzano és München között ingázva dolgozott. A hegyekről szóló dokumentumfilmek mellett 1955 után ismét mozifilmeket kezdett készíteni.
A szovjet megszállási zónában Trenker nyomtatott műveit tiltólistára tették: Kampf in den Bergen (1932), Berge in Flammen (1935), Sperrfort Rocca Alta (1938), Leuchtendes Land (1941) és Hauptmann Ladurner (1943). 
1949-től a NDK Népoktatási Minisztériuma további Trenker-műveket helyezett tiltólistára: Kameraden der Berge (1935) és Tiroler Helden (1942).
1959-ben a Bayerischer Rundfunk tévéállomás elkészítette Luis Trenker erzählt című sorozatát, ebben Trenker részletesen és érzelmektől fűtve mesél fordulatos életéről. 1965-től kezdve szinte kizárólag hazájáról, Dél-Tirolról forgatott dokumentumfilmeket. Az 1970-es években saját tévéműsora volt a német köztévében, Berge und Geschichten („Hegyek és történetek”) címmel. Alkalmi színészként feltűnt a hegyvilágról szóló tévésorozatokban (pl.: Luftsprünge, 1969). Alpesi hegymászó, hegyjáró témákban elvitathatatlan szakmai hírnevét Trenker-emléktárgyak (kalap, kord-ruha, stb.) árusításával kamatoztatta. 1970–1980 között Helmut Dumler német alpinista, szakíró szerzőtársaként közreműködött a müncheni Bruckner kiadó alpesi képes albumainak szerkesztésében.
1974-ben több írótársával együtt megalapította Szabad Német Írószövetség (Freier Deutscher Autorenverband) bajorországi szekcióját, később ennek elnökévé is megválasztották. Aktív és elkötelezett tagja volt a Német Alkalmazottak Szakszervezetének (DAG).

### Utolsó évei, halála

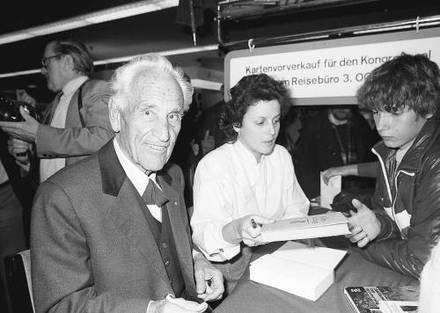
Egy freiburgi előadásán (1982)

Életének utolsó évtizedében Trenker a környezet- és természetvédelem felé fordult. Erőteljesen ellenezte például az olasz SS-51 főút (Strada de Alemagna) tervezett új nyomvonalát és meghosszabbítását a Felső-Puster-völgyön, a Sexteni-völgyön és a kelet-tiroli Gail-völgyön (Tiroler Gailtal) át, a Dolomitok szigorúan védett természetvédelmi területein keresztül. Ezt az olasz–osztrák projektet a tömeges tiltakozás miatt az 1990-es években levették a napirendről.
Luis Trenker 1990. április 12-én hunyt el Bozenben, 97 éves korában. Szülőfalujában, St. Ulrich in Grödenben temették el, családjának sírhelyén.

## Emlékezete

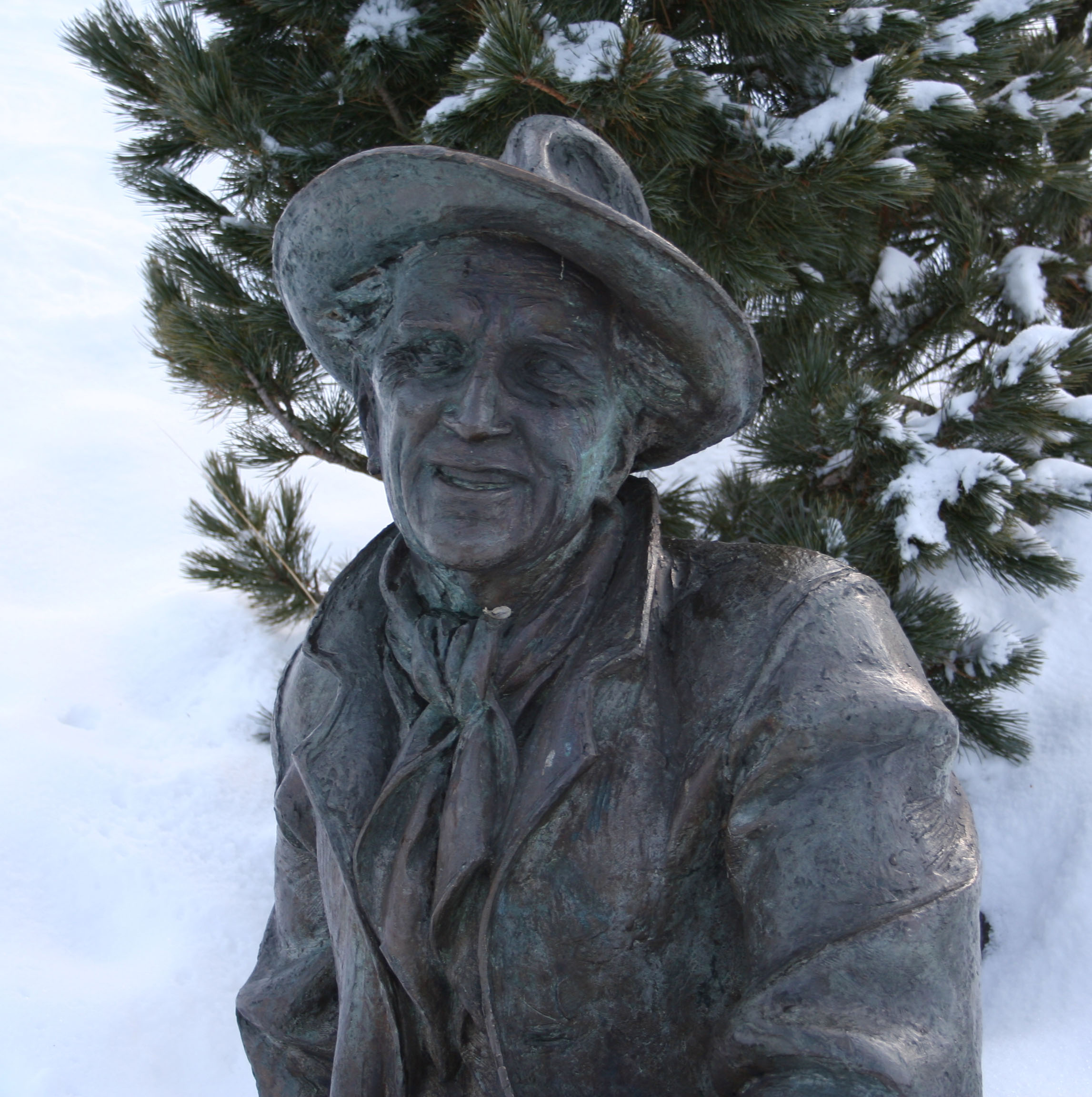
Szobra szülőhelyén, Sankt Ulrichban (Grödeni-völgy)

Az 1991 októberében felfedezett „1991 TS6” kisbolygó az ő nevét kapta: 17489 Trenker.
2015-ben Wolfgang Murnberger rendező Luis Trenker − Der schmale Grat der Wahrheit („Az igazság szűk ösvénye”) címmel osztrák–német tévéfilmet készített Luis Trenker életéről. A címszerepet Tobias Moretti játszotta. Arnold Fanck filmproducert André Jung, Leni Riefenstahlt Brigitte Hobmeier, Goebbels minisztert Arndt Schwering-Sohnrey alakította. A játékfilmbe számos eredeti dokumentumfilmrészletet is beillesztettek. A film kapcsán újabb, Trenkert bíráló írások jelentek meg.
A Die Ladiner nevű grödeni népzenei együttes megírta a „Luis Trenker-emlékdalt”, mely 2002-ben „Allein in Einsamkeit” (Egyedül a magányosságban) című lemezükön adtak közre.

## Értékelése
Trenker fedezte fel és terjesztette el a természetes fényben felvett filmes technikát, amelyet „sminkmentes filmnek” nevezett. Nem sorolható be egyszerűen „hegyi (alpesi) filmesnek”, bár több kiváló hegymászó témájú filmet alkotott, közülük kiemelkedik az 1938-as Der Berg ruft! („A kihívás”) című filmdráma, melynek angol változatát is leforgatta, The Challenge címmel. Emellett kalandfilmeket, vígjátékokat, bűnügyi filmeket, történelmi filmeket egyaránt tehetséggel alkotott, ahol az alpesi téma csupán egy motívum volt a sok közül. Az 1934-es Havasok fia (Der verlorene Sohn) című filmjének éhező bevándorlókat mutató jelenetei Roberto Rossellini szerint meghatározó hatást gyakoroltak az olasz neorealizmus stílusának alakulására.
Háború utáni bírálói Trenkert – a Goebbels által rárótt tényleges foglalkoztatási tilalom ellenére – náci kollaboránsnak minősítik arra hivatkozva, hogy a Hitler-rendszer iránt Trenker valóban opportunista hozzáállást tanúsított. Interjúiban Trenker hiába hangoztatta, hogy filmjeit Adolf Hitler később „férges gyümölcsnek” minősítette, Goebbels pedig „gazembernek” és „hazátlan bitangnak” nyilvánította őt, akit „el kell kapni és el kell intézni”. A 2015-ös életrajzi tévéfilm megjelenése után a Trenker megítélése körüli viták ismét fellángoltak.

## Filmes munkái

### Filmszínészként
- 1924: A sors hegyfokán (Der Berg des Schicksals); a hegymászó fia
- 1926: A szent hegy (Der heilige Berg); Karl
- 1927: Jégvirágok (Der große Sprung); Toni
- 1928: Matterhorn vértanúi (Der Kampf ums Matterhorn); Jean-Antoine Carrel
- 1929: Der Ruf des Nordens; Peter Helling
- 1930: A fehér hegyek fia (Der Sohn der weißen Berge); Hans Turri
- 1930: Les chevaliers de la montagne; Charlier
- 1931: Császárvadász (Berge in Flammen); Florian Dimai (német nyelvű változat)
- 1931: Császárvadász (Les monts en flammes); Florian Dimaï (francia nyelvű változat)
- 1932: Devil of the Matterhorn; 1932
- 1932: The Doomed Battalion; Florian Di Mai
- 1933: Szeverin kapitány (Der Rebel); Severin Anderlan (német nyelvű változat)
- 1933: Lázadó (The Rebel); Severin Anderlan (angol nyelvű változat)
- 1934: Havasok fia (Elveszett fiú / Der verlorene Sohn); Tonio Feuersinger
- 1936: Kalifornia császára (Der Kaiser von Kalifornien); Johann August Sutter
- 1937: Condottieri; Giovanni de’ Medici dalle Bande Nere (német nyelvű változat)
- 1937: Condottieri; Giovanni de’ Medici dalle Bande Nere (olasz nyelvű változat, Luigi Trenker néven)
- 1938: A kihívás (Der Berg ruft!); Jean Antoine Carrel (német nyelvű változat)
- 1938: A kihívás (The Challenge); Jean Antoine Carrel (angol nyelvű változat)
- 1938: Engandini kaland (Liebesbriefe aus dem Engadin); Toni Anewanter
- 1940: Tűzördög (Der Feuerteufel); Valentin Sturmegger
- 1943: Trópusok hőse (Germanin – Die Geschichte einer kolonialen Tat); Dr. Hans Hofer
- 1945: Monte Miracolo; Roberto Rey mérnök
- 1950: Barriera a Settentrione; Stefano Hassler
- 1950: Marmolada; narrátor
- 1951: Aus König Laurins Rosengarten; narrátor
- 1955: Il prigioniero della montagna; Giovanni Testa
- 1956: Von der Liebe besiegt; Zurwalden, a hegyi vezetők szövetségének elnöke
- 1969–1970: Luftsprünge; tévésorozat; Hannes Kogler

### Filmrendezőként
- 1928: Matterhorn vértanúi (Der Kampf ums Matterhorn)
- 1930: A fehér hegyek fia (Der Sohn der weißen Berge)
- 1931: Császárvadász (Berge in Flammen)
- 1931: Császárvadász (Les monts en flammes)
- 1932: The Doomed Battalion (1931-es eredeti német változat)
- 1933: Szeverin kapitány (Der Rebel) (német nyelvű változat)
- 1933: Lázadó (The Rebel) (angol nyelvű változat)
- 1934: Havasok fia (Elveszett fiú)
- 1936: Kalifornia császára (Der Kaiser von Kalifornien)
- 1937: Condottieri
- 1938: A kihívás (Der Berg ruft!), német változat, főszereplő is
- 1938: A kihívás (The Challenge), angol változat, alpesi jelenetek társrendezője
- 1938: Engadini kaland (Liebesbriefe aus dem Engadin)
- 1940: Tűzördög (Der Feuerteufel)
- 1942: Pastor Angelicus
- 1945: Monte Miracolo
- 1950: Barriera a Settentrione
- 1950: Marmolada
- 1955: Il prigioniero della montagna
- 1956: Gold aus Gletschern
- 1956: Von der Liebe besiegt
- 1957: Wetterleuchten um Maria
- 1962: Sein bester Freund
- 1962: Vacanze scambio
- 1971: Ich filmte am Matterhorn; tévéfilm; V Movie
- 1979: Heimat aus Gottes Hand;